# Podział administracyjny Kościoła katolickiego w Izraelu
Podział administracyjny Kościoła katolickiego w Izraelu

## Obrządek rzymskokatolicki
- Łaciński patriarchat Jerozolimy (siedziba w Autonomii Palestyńskiej)

## Obrządek ormiański
- Egzarchat patriarchalny Ziemi Świętej i Jordanii (siedziba w Jordanii)

## Obrządek maronicki
- Archieparchia Hajfy i Ziemi Świętej

- Egzarchat patriarszy Jerozolimy i Palestyny (siedziba w Autonomii Palestyńskiej)

## Obrządek syryjski
- Egzarchat patriarszy Jerozolimy (obejmuje także terytorium Jordanii i Autonomii Palestyńskiej)

## Obrządek melchicki
- Archieparchia Akki
- Terytorium patriarsze Jerozolimy